# Együttélés
Az Együttélés Politikai Mozgalmat 1990. február 27-én jegyezte be a Cseh és március 1-én a Szlovák Belügyminisztérium. A rendszerváltás után a csehszlovákiai magyarok egyik politikai pártja volt.

## Története
1990. március 31-én Pozsonyban tartották az alakuló kongresszust. Elnöke Duray Miklós, alelnöke Stanislaw Gawlik és id. Gyimesi György, főtitkára Gyurcsík Iván lett. A párt a konzervatív és liberális eszmerendszert egyaránt magáénak valló, nemzeti elkötelezettségű mozgalomként indult. Az 1990-es parlamenti választásokon a Magyar Kereszténydemokrata Mozgalommal koalícióban vett részt, és négy képviselője jutott be a prágai Szövetségi Gyűlésbe, hét pedig a pozsonyi Szlovák Nemzeti Tanácsba. 1992-ben a MKDM-el, illetve a Magyar Néppárttal közösen indult a parlamenti választásokon, és hét mandátumhoz jutott a Szövetségi Gyűlésben, kilenchez pedig a Szlovák Nemzeti Tanácsban. 1994-től részt vett a Magyar Koalíció munkájában, ennek tagjaként indult a parlamenti választásokon és kilenc mandátumot szerzett. 1998-ban a Magyar Koalíció Pártja keretében egyesült a másik két magyar politikai tömörüléssel.

## A párt elnökei
| Az Együttélés elnökei | Az Együttélés elnökei | Az Együttélés elnökei | Az Együttélés elnökei |
| Kép                   | Név                   | hivatal kezdete       | hivatal vége          |
| --------------------- | --------------------- | --------------------- | --------------------- |
| Duray Miklós          | Duray Miklós          | 1990                  | 1998                  |

## Külső linkek
- Az Együttélés a Szlovák Belügyminisztérium hivatalos nyilvántartásában